# Богислав Фридрих фон Дьонхоф
Богислав Фридрих фон Дьонхоф (на немски: Bogislaw Friedrich von Dönhoff; * 6 декември 1669 в Кьонигсберг, Прусия; † 24 декември 1742 в Дьонхофщет, Варминско-Мазурско войводство в Полша) е граф от полско-пруския благороднически род фон Дьонхоф, бранденбургски-пруски генерал-майор (1705).
Той е вторият син на бранденбургския-пруски генерал-лейтенант граф Фридрих фон Дьонхоф (1639 – 1696) и съпругата му фрайин Елеонора Катарина Елизабет фон Шверин (1646 – 1696), дъщеря на фрайхер Ото фон Шверин (1616 – 1679) и Елизабет София фон Шлабрендорф (1620 – 1656).
Богислав Фридрих служи като подполковник през 1690 г. в регимента на Ханс Албрехт фон Барфус, участва в Голямата турска война. На 14 април 1698 г. той е повишен на полковник и е в регимента на Кристоф I фон Дона-Шлодиен. На 12 февруари 1705 г. той е повишен на генерал-майор. На 14 февруари 1708 г. той се пенсионира.
Граф Богислав Фридрих фон Дьонхоф построява 1710 – 1716 г. бароковата резиденция Дьонхофщет
Граф Богислав Фридрих фон Дьонхоф построява 1710 – 1716 г. бароковата резиденция Дьонхофщет.

## Фамилия
Богислав Фридрих фон Дьонхоф се жени на 8 май 1701 г. за графиня София Шарлота фон Лендорф (* 20 март 1685 в дворец Щайнорт; † 10 февруари 1756 в Дьонхофщет), дъщеря на граф Ахазверус Герхард фон Лендорф (1637 – 1688) и графиня Мария Елеонора фон Дьонхоф (1664 – 1723), дъщеря на чичо му граф Герхард фон Дьонхоф (1632 – 1685) и Анна Беата фон Голдщайн (1644 – 1675). Те имат 13 деца:
- Фридрих (* 3 ноември 1702; † 6 октомври 1718)
- Герт Магнус
- Карл Ернст
- Мария Елеонора (* 12 ноември 1705; † 28 февруари 1706)
- Александер Ото (* 1706)
- Елеонора Шарлота (* 19 септември 1709; † 10 февруари 1710)
- Луиза Шарлота (* 19 април 1711, Дьонхофщет; † 14 март 1755, Райхертсвалде), омъжена на 6 декември 1734 г. в Дьонхофщет за бургграф и граф Фридрих Лудвиг фон Дона-Райхертсвалде (* 8 юни 1697, Райхертсвалде; † 21 юни 1766, Райхертсвалде)
- Амалия Юлиана (* 17 април 1714, Кьогсберг; † 16 януари 1760, Толксдорф), омъжена на 1 юни 1739 г. в Донхофщат за Мелхиор Фридрих Филип Ролац де Рози (* 30 май 1699; † 14 ноември 1744, Кьонигсберг), камер-директор
- Албертина (* 22 април 1715; † 11 май 1754), омъжена за Ернст Дитрих фон Тетау (* 20 февруари 1716; † 1 юни 1766), пруски бюджетен и военен министър
- Лудвиг Богислав (* 26 април 1716)
- София Елеонора (* 1717; † 14 октомври 1718)
- Вилхелмина (* 1718)
- Шарлота (* 1718; † 1758)
- Магнус Ернст (* 1720)
- Станислаус Герхард (* 27 август 1725, Донхофщат; † 1 ноември 1758, Валдкайм), женен на 7 септември 1752 г. за София Фридерика фон Врееч (* 27 май 1732, Тамзел; † 19 юни 1784, Берлин); те имат син:
  - Богислаус Фридрих Карл Лудвиг фон Дьонхоф (* 14 май 1754, Берлин; † 10 януари 1809), женен на 17 юли 1784 г. във Волфсхаген за графиня София Доротея Хенриета фон Шверин (* 5 декември 1764, Волфсхаген; † 26 февруари 1825, Берлин)